# Soraya (álbum)
Soraya é o quarto álbum de estúdio homônimo da cantora e compositora Soraya, lançado em 6 de maio de 2003, pela EMI Music. O álbum ganhou o prêmio de Grammy Latino de Melhor Álbum de Cantor-Compositor no Grammy Latino de 2004.

## Track listing
| Lançamento Original |                    |         |  |
| N.º                 | Título             | Duração |  |
| 1.                  | "Casi"             | 3:58    |  |
| 2.                  | "Sólo por Ti"      | 4:00    |  |
| 3.                  | "Ser Amado"        | 4:01    |  |
| 4.                  | "Miento"           | 5:13    |  |
| 5.                  | "Sin Explicación"  | 3:27    |  |
| 6.                  | "A Tu Lado"        | 4:35    |  |
| 7.                  | "Espejo"           | 4:01    |  |
| 8.                  | "Porque Te Quiero" | 3:24    |  |
| 9.                  | "Prisionera"       | 3:39    |  |
| 10.                 | "Naufrago"         | 3:36    |  |
| 11.                 | "Casi (Acústico)"  | 4:11    |  |
| 12.                 | "Lie For You"      | 5:18    |  |

### Soraya (versão internacional / versão em inglês)
| N.º | Título               | Duração |  |
| 1.  | "Almost"             | 3:58    |  |
| 2.  | "All For You"        | 4:00    |  |
| 3.  | "Ser Amado"          | 3:49    |  |
| 4.  | "Lie For You"        | 5:18    |  |
| 5.  | "No Need To Explain" | 3:27    |  |
| 6.  | "A Tu Lado"          | 4:35    |  |
| 7.  | "Reflection"         | 4:01    |  |
| 8.  | "Porque Te Quiero"   | 3:24    |  |
| 9.  | "Prisionera"         | 3:39    |  |
| 10. | "Shipwrecked"        | 3:36    |  |
| 11. | "Casi (Acoustic)"    | 4:11    |  |
| 12. | "Miento"             | 5:25    |  |